# 40.ª edición de los Premios Grammy
La 40.ª edición de los Premios Grammy se celebró el 25 de febrero de 1998 en el Radio City Music Hall de Nueva York, en reconocimiento a los logros discográficos alcanzados por los artistas musicales durante el año anterior. El evento fue presentado por Kelsey Grammer y fue televisado en directo en Estados Unidos por CBS. Bob Dylan, Alison Krauss y R. Kelly fueron los grandes ganadores obteniendo tres galardones cada uno.

## Ganadores

### Generales
- Grabación del año
  - John Leventhal (productor); Shawn Colvin (intérprete) por "Sunny Came Home"
- Álbum del año
  - Daniel Lanois (productor); Bob Dylan por Time Out of Mind
- Canción del año
  - John Leventhal & Shawn Colvin (compositores); Shawn Colvin (intérprete) por "Sunny Came Home"
- Mejor artista novel
  - Paula Cole

### Alternativa
- Mejor álbum de música alternativa
  - OK Computer por Radiohead

### Blues
- Mejor álbum de blues tradicional
  - John Lee Hooker por Don't Look Back
- Mejor álbum de blues contemporáneo
  - Taj Mahal por Señor Blues

### Clásica
- Mejor interpretación orquestal
  - Pierre Boulez (director) & Cleveland Orchestra por Berlioz: Symphonie fantastique; Tristia
- Mejor interpretación solista vocal clásica
  - Cecilia Bartoli por An Italian Songbook (Works of Bellini, Donizetti, Rossini)
- Mejor grabación de ópera
  - Michael Woolcock (productor), Georg Solti (director), José van Dam, Ben Heppner, Herbert Lippert, Karita Mattila, Alan Opie, Rene Pape, Iris Vermillion & Chicago Symphony Orchestra por Wagner: Die Meistersinger von Nürnberg
- Mejor interpretación coral
  - Robert Shaw (director) & Atlanta Symphony Orchestra & Chorus por Adams: Harmonium / Rachmaninoff: The Bells
- Mejor interpretación clásica, solista instrumental (con orquesta)
  - Steven Epstein (productor), David Zinman (director), Yo-Yo Ma & Philadelphia Orchestra por Premieres - Conciertos para violonchelo (Works of Danielpour, Kirchner, Rouse)
- Mejor interpretación clásica, solista instrumental (sin orquesta)
  - János Starker por Bach: Suites para violonchelo solo n.º 1 - 6
- Mejor interpretación de conjunto musical pequeño o música de cámara
  - Claudio Abbado (director); Berlin Philharmonic Orchestra por Hindemith: Kammermusik No. 1 With Finale 1921, Op. 24 No. 1
- Mejor interpretación de conjunto musical pequeño o música de cámara
  - Emerson String Quartet por Beethoven: Los cuartetos de cuerda
- Mejor composición clásica contemporánea
  - John Adams (compositor), Kent Nagano (director) & Hallé Orchestra por Adams: El Dorado
- Mejor álbum de música clásica
  - Steven Epstein (productor), David Zinman (director), Yo-Yo Ma & Philadelphia Orchestra por Premieres - Conciertos para violonchelo (Works of Danielpour, Kirchner, Rouse)

### Composición y arreglos
- Mejor composición instrumental
  - Wayne Shorter (compositor); Herbie Hancock & Wayne Shorter (intérpretes) por "Aung San Suu Kyi"
- Mejor canción escrita específicamente para una película o televisión
  - R. Kelly (compositor) por "I Believe I Can Fly" (de Space Jam)
- Mejor álbum de banda sonora original instrumental escrita para una película o televisión
  - Gabriel Yared (compositor) por El paciente inglés
- Mejor arreglo instrumental
  - Bill Holman (arreglista); The Bill Holman Band (intérpretes) por "Straight, No Chaser"
- Mejor arreglo instrumental acompañado de vocalista
  - Slide Hampton (arreglista); Dee Dee Bridgewater (intérprete) por "Cotton Tail"

### Country
- Mejor interpretación vocal country, femenina
  - Trisha Yearwood por "How Do I Live"
- Mejor interpretación vocal country, masculina
  - Vince Gill por "Pretty Little Adriana"
- Mejor interpretación country, duo o grupo
  - Alison Krauss & The Union Station por "Looking in the Eyes of Love"
- Mejor colaboración vocal country
  - Garth Brooks & Trisha Yearwood por "In Another's Eyes"
- Mejor interpretación instrumental country
  - Alison Krauss & Union Station por "Little Liza Jane"
- Mejor canción country
  - Bob Carlisle & Randy Thomas (compositores); Bob Carlisle, Jeff Carson & The Raybon Brothers (intérpretes) por "Butterfly Kisses"
- Mejor álbum de música country
  - Rick Rubin (productor) & Johnny Cash (intérprete) por Unchained
- Mejor álbum de bluegrass
  - Alison Krauss & Union Station por So Long So Wrong

### Espectáculo musical
- Mejor álbum de espectáculo musical
  - Jay David Saks (productor); varios intérpretes Ann Reinking, Bebe Neuwirth, James Naughton & Joel Grey por Chicago the Musical

### Folk
- Mejor álbum de folk tradicional
  - BeauSoleil por L'amour ou la Folie
- Mejor álbum de folk contemporáneo
  - Bob Dylan por Time Out of Mind

### Gospel
- Mejor álbum gospel pop/contemporáneo
  - Jars of Clay por Much Afraid
- Mejor álbum gospel rock
  - DC Talk por Welcome to the Freak Show: dc Talk Live in Concert
- Mejor álbum gospel soul tradicional
  - The Fairfield Four por I Couldn't Hear Nobody Pray
- Mejor álbum gospel soul contemporáneo
  - Take 6 por Brothers
- Mejor álbum gospel sureño, country o bluegrass
  - Peter York (productor); varios intérpretes por Amazing Grace 2: A Country Salute to Gospel
- Mejor álbum gospel, coro o coros
  - Myron Butler, Kirk Franklin & Robert Searight II (directores de coro); God's Property (intérpretes) por God's Property From Kirk Franklin's Nu Nation

### Hablado
- Mejor álbum hablado
  - Charles Kuralt por Charles Kuralt's Spring
- Mejor álbum hablado de comedia
  - Chris Rock por Roll With the New

### Histórico
- Mejor álbum histórico
  - Amy Horowitz, Jeff Place & Pete Reiniger (productores), David Glasser & Charlie Pilzer (ingenieros); varios intérpretes por Anthology of American Folk Music (1997 Edition Expanded)

### Infantil
- Mejor álbum musical para niños
  - Roger Nichols, Kris O'Connor (productores) & John Denver (productor e intérprete) por All Aboard!
- Mejor álbum hablado para niños
  - John McElroy (productor) & Charles Kuralt por Winnie-the-Pooh

### Jazz
- Mejor interpretación jazz instrumental, solista
  - Doc Cheatham & Nicholas Payton por "Stardust"
- Mejor interpretación jazz instrumental, individual o grupo
  - Charlie Haden & Pat Metheny por Beyond the Missouri Sky
- Mejor interpretación jazz instrumental, conjunto grande
  - Joe Henderson;  Joe Henderson Big Band (intérpretes) por Joe Henderson Big Band
- Mejor interpretación jazz vocal
  - Dee Dee Bridgewater por Dear Ella
- Mejor interpretación jazz contemporáneo
  - Randy Brecker por Into the Sun
- Mejor álbum de jazz latino
  - Roy Hargrove's Crisol por Habana

### Latina
- Mejor interpretación pop latino
  - Luis Miguel por Romances
- Mejor interpretación latina tropical tradicional
  - Ry Cooder por Buena Vista Social Club
- Mejor interpretación mexicano-americana
  - La Mafia por En tus manos
- Mejor interpretación rock latino/alternativo
  - Los Fabulosos Cadillacs por Fabulosos Calavera

### New age
- Mejor álbum de new age
  - Michael Hedges por Oracle